# Persone di nome Bill
| Questa pagina contiene informazioni ricavate automaticamente dalle voci biografiche con l'ausilio del template Bio e di un bot. L'aggiornamento è periodico e automatico e ricostruisce completamente la pagina. Se manca una persona in questa lista, sei pregato di non aggiungerla, ma accertati piuttosto che la sua voce biografica contenga il template Bio e che i dati anagrafici siano correttamente compilati. Se il template Bio manca, inseriscilo tu stesso o, in alternativa, metti l'avviso {{tmp\|Bio}} che ne segnala la mancanza. Se i dati riportati sono sbagliati, correggi direttamente la voce biografica; le modifiche saranno visibili in questa lista entro pochi giorni. Per chiarimenti vedi il progetto antroponimi. La lista contiene solo le 134 persone che sono citate nell'enciclopedia e per le quali è stato implementato correttamente il template Bio. Pagina aggiornata al 22 lug 2025. |

Questa è una lista di persone presenti nell'enciclopedia che hanno il nome Bill, suddivise per attività principale.

## Allenatori di calcio(4)
- Bill Anderson, allenatore di calcio e calciatore inglese (High Westwood, n. 1913 - Radcliffe-on-Trent, † 1986)
- Bill Gormlie, allenatore di calcio e calciatore inglese (Liverpool, n. 1911 - † 1976)
- Bill Harvey, allenatore di calcio e calciatore inglese (Grimsby, n. 1920 - Grimsby, † 2002)
- Bill Lampton, allenatore di calcio e calciatore inglese (Nottigham, n. 1914 - Nottingham, † 1976)

## Allenatori di pallacanestro(2)
- Bill Bayno, allenatore di pallacanestro statunitense (Goshen, n. 1962)
- Bill Oates, allenatore di pallacanestro statunitense (n. 1939 - † 2020)

## Animatori(1)
- Bill Justice, animatore e ingegnere statunitense (Dayton, n. 1914 - Santa Monica, † 2011)

## Arbitri di baseball(1)
- Bill McGowan, arbitro di baseball statunitense (Wilmington, n. 1896 - Silver Spring, † 1954)

## Artisti(1)
- Bill Viola, artista statunitense (New York, n. 1951 - Long Beach, † 2024)

## Artisti marziali(1)
- Bill Wallace, artista marziale, karateka e attore statunitense (Portland, n. 1945)

## Attivisti(1)
- Bill W., attivista statunitense (Dorset, n. 1895 - Miami, † 1971)

## Attori(29)
- Bill Allen, attore statunitense (Wichita, n. 1962)
- Bill Bailey, attore, comico e musicista inglese (Bath, n. 1965)
- Bill Baucom, attore statunitense (n. 1910 - † 1981)
- Bill Bixby, attore, regista e produttore televisivo statunitense (San Francisco, n. 1934 - Los Angeles, † 1993)
- Bill Buell, attore statunitense (Taipei, n. 1952)
- Bill Cable, attore, stuntman e modello statunitense (Gary, n. 1946 - North Hollywood, † 1998)
- Bill Calvert, attore statunitense (Honolulu, n. 1966)
- Bill Camp, attore statunitense (Massachusetts, n. 1961)
- Bill Catching, attore e stuntman statunitense (Contea di Bexar, n. 1926 - Somerton, † 2007)
- Bill Cosby, attore, comico e cabarettista statunitense (Filadelfia, n. 1937)
- Bill Daily, attore statunitense (Des Moines, n. 1927 - Santa Fe, † 2018)
- Bill Dow, attore e regista teatrale canadese (n. 1953)
- Bill Engvall, attore e comico statunitense (Galveston, n. 1957)
- Bill Hutchens, attore, regista e produttore cinematografico australiano (Newcastle, n. 1960)
- Bill Johnson, attore statunitense (Austin, n. 1951)
- Bill Kenwright, attore, produttore teatrale e dirigente sportivo britannico (Liverpool, n. 1945 - Liverpool, † 2023)
- Bill Macy, attore statunitense (Revere, n. 1922 - Los Angeles, † 2019)
- Bill Mumy, attore e musicista statunitense (San Gabriel, n. 1954)
- Bill Paterson, attore scozzese (Glasgow, n. 1945)
- Bill Paxton, attore, regista e produttore cinematografico statunitense (Fort Worth, n. 1955 - Los Angeles, † 2017)
- Bill Shirley, attore statunitense (Indianapolis, n. 1921 - Los Angeles, † 1989)
- Bill Skarsgård, attore svedese (Vällingby, n. 1990)
- Bill Stewart, attore britannico (Liverpool, n. 1942 - Londra, † 2006)
- Bill Switzer, attore canadese (Vancouver, n. 1984)
- Bill Thompson, attore e doppiatore statunitense (Terre Haute, n. 1913 - Los Angeles, † 1971)
- Bill Travers, attore britannico (Newcastle upon Tyne, n. 1922 - Dorking, † 1994)
- Bill Vanders, attore tedesco (Amburgo, n. 1925 - † 2007)
- Bill Williams, attore statunitense (New York, n. 1915 - Los Angeles, † 1992)
- Bill Zuckert, attore statunitense (New York, n. 1915 - Los Angeles, † 1997)

## Autori di giochi(2)
- Bill Coffin, autore di giochi e scrittore statunitense (Easton, n. 1970)
- Bill Slavicsek, autore di giochi statunitense (New York, n. 1971)

## Autori di videogiochi(1)
- Bill Williams, autore di videogiochi e programmatore statunitense (Pontiac, n. 1960 - Rockport, † 1998)

## Bassisti(5)
- Bill Church, bassista statunitense (n. 1946)
- Bill Dickens, bassista, compositore e produttore discografico statunitense (Chicago, n. 1958)
- Bill Gould, bassista statunitense (San Francisco, n. 1963)
- Bill Laswell, bassista e produttore discografico statunitense (Salem, n. 1955)
- Bill Wallace, bassista e insegnante canadese (Winnipeg, n. 1949)

## Bobbisti(1)
- Bill Schuffenhauer, bobbista statunitense (Salt Lake City, n. 1973)

## Calciatori(12)
- Bill Antonio, calciatore zimbabwese (Harare, n. 2002)
- Bill Bentley, ex calciatore inglese (Stoke-on-Trent, n. 1947)
- Bill Caton, calciatore inglese (Kidsgrove, n. 1924 - Cross Heath, † 2011)
- Bill Eckersley, calciatore inglese (Southport, n. 1925 - Blackburn, † 1982)
- Bill Gorman, calciatore irlandese (Sligo, n. 1911 - † 1978)
- Bill Lansdowne, ex calciatore inglese (Shoreditch, n. 1935)
- Bill Mishalow, ex calciatore statunitense (Chicago, n. 1952)
- Bill Nicholls, calciatore vanuatuano (Port Vila, n. 1993)
- Bill Souter, calciatore scozzese (Dundee, n. 1931 - Chester, † 2012)
- Bill Tchato, ex calciatore camerunese (M'Biam, n. 1974)
- Bill Tuiloma, calciatore neozelandese (Christchurch, n. 1995)
- Bill Walsh, calciatore inglese (Horden, n. 1923 - Gold Coast, † 2014)

## Cantanti(5)
- Bill Haley, cantante e attore statunitense (Highland Park, n. 1925 - Harlingen, † 1981)
- Bill Kaulitz, cantante tedesco (Lipsia, n. 1989)
- Bill Lee, cantante statunitense (Johnson, n. 1916 - Los Angeles, † 1980)
- Bill Withers, cantante e musicista statunitense (Slab Fork, n. 1938 - Los Angeles, † 2020)
- Bill Wood, cantante statunitense (Baltimora, n. 1938 - Boulder, † 2024)

## Cantautori(2)
- Bill Callahan, cantautore e musicista statunitense (Silver Spring, n. 1966)
- Bill Fay, cantautore e pianista britannico (Londra, n. 1943 - Londra, † 2025)

## Cestisti(6)
- Bill Allen, ex cestista statunitense (n. 1945)
- Bill Cain, ex cestista statunitense (White Plains, n. 1948)
- Bill McGill, cestista statunitense (San Angelo, n. 1939 - Salt Lake City, † 2014)
- Bill Newton, ex cestista statunitense (Rockville, n. 1950)
- Bill Paterno, ex cestista statunitense (Spring Lake, n. 1955)
- Bill Self, ex cestista e allenatore di pallacanestro statunitense (Okmulgee, n. 1962)

## Chitarristi(2)
- Bill Kelliher, chitarrista e cantante statunitense (Victor, n. 1971)
- Bill Leverty, chitarrista statunitense (Richmond, n. 1967)

## Compositori(2)
- Bill Coleman, compositore e trombettista statunitense (Paris, n. 1904 - Tolosa, † 1981)
- Bill Sherman, compositore statunitense (New York, n. 1981)

## Contrabbassisti(2)
- Bill Crow, contrabbassista statunitense (Othello, n. 1927)
- Bill Yancey, contrabbassista statunitense (Kansas City, n. 1933 - Gresham, † 2004)

## Coreografi(2)
- Bill Goodson, coreografo statunitense (Los Angeles, n. 1957)
- Bill T. Jones, coreografo e ballerino statunitense (Bunnell, n. 1952)

## Danzatori(1)
- Bill Robinson, ballerino e attore statunitense (Richmond, n. 1878 - New York, † 1949)

## Dirigenti sportivi(1)
- Bill France Jr., dirigente sportivo statunitense (Washington, n. 1933 - Daytona Beach, † 2007)

## Disegnatori(1)
- Bill Plympton, disegnatore, illustratore e animatore statunitense (Portland, n. 1946)

## Fotografi(1)
- Bill Dobbins, fotografo statunitense (n. 1943)

## Fotoreporter(1)
- Bill Biggart, fotoreporter statunitense (Berlino, n. 1947 - New York, † 2001)

## Fumettisti(2)
- Bill Lignante, fumettista statunitense (Brooklyn, n. 1925 - † 2018)
- Bill Wright, fumettista statunitense (Los Angeles, n. 1917 - Los Angeles, † 1984)

## Giocatori di football americano(4)
- Bill Dugan, ex giocatore di football americano statunitense (Hornell, n. 1959)
- Bill Mathis, giocatore di football americano statunitense (Rocky Mount, n. 1938 - Marietta, † 2020)
- Bill Nagy, giocatore di football americano statunitense (Salt Lake City, n. 1987)
- Bill Rademacher, giocatore di football americano statunitense (Menominee, n. 1942 - † 2018)

## Giocatori di poker(1)
- Bill Smith, giocatore di poker statunitense (Roswell, n. 1934 - Las Vegas, † 1996)

## Giornalisti(1)
- Bill Nunn, giornalista statunitense (Pittsburgh, n. 1924 - Pittsburgh, † 2014)

## Imprenditori(1)
- Bill Hwang, imprenditore statunitense (n. 1964)

## Inventori(1)
- Bill Lear, inventore e imprenditore statunitense (Hannibal, n. 1902 - Reno, † 1978)

## Mercanti(1)
- Bill Porter, mercante statunitense (San Francisco, n. 1932 - Gresham, † 2013)

## Montatori(1)
- Bill Butler, montatore britannico (Londra, n. 1933 - Sherman Oaks, † 2017)

## Musicisti(3)
- Bill Dixon, musicista, compositore e educatore statunitense (Nantucket, n. 1925 - North Bennington, † 2010)
- Bill Eyden, musicista, compositore e batterista britannico (Hounslow, n. 1930 - Isleworth, † 2004)
- Watermelon Slim, musicista statunitense

## Nuotatori(1)
- Bill Pilczuk, ex nuotatore statunitense (n. 1971)

## Piloti automobilistici(3)
- Bill France Sr., pilota automobilistico e dirigente sportivo statunitense (Washington, n. 1909 - Ormond Beach, † 1992)
- Bill McGovern, pilota automobilistico britannico (Sligo, n. 1937)
- Bill Vukovich, pilota automobilistico statunitense (Oakland, n. 1918 - Speedway, † 1955)

## Piloti motociclistici(1)
- Bill Lomas, pilota motociclistico britannico (Milford, n. 1928 - Mansfield, † 2007)

## Polistrumentisti(1)
- Bill Hubauer, polistrumentista, cantante e compositore cubano (Guantanamo, n. 1965)

## Politici(3)
- Bill Aitken, politico scozzese (Glasgow, n. 1947)
- Bill de Blasio, politico statunitense (New York, n. 1961)
- Bill Newton Dunn, politico britannico (Greywell, n. 1941)

## Produttori cinematografici(1)
- Bill Osco, produttore cinematografico, regista e attore statunitense (n. 1947)

## Produttori discografici(2)
- Bill Bottrell, produttore discografico, musicista e compositore statunitense (Los Angeles, n. 1952)
- Bill Metoyer, produttore discografico statunitense (Los Angeles, n. 1960)

## Produttori televisivi(1)
- Bill Callahan, produttore televisivo e sceneggiatore statunitense (Wellesley, n. 1971)

## Rapper(1)
- Kodak Black, rapper e cantante statunitense (Pompano Beach, n. 1997)

## Registi(2)
- Bill L. Norton, regista, sceneggiatore e produttore cinematografico statunitense (Los Angeles, n. 1943)
- Bill Zebub, regista, sceneggiatore e produttore cinematografico statunitense (New Jersey, n. 1982)

## Sceneggiatori(2)
- Bill Oakley, sceneggiatore statunitense (Maryland, n. 1966)
- Bill Prady, sceneggiatore e produttore televisivo statunitense (Detroit, n. 1960)

## Scenografi(1)
- Bill Groom, scenografo statunitense

## Sciatori alpini(1)
- Bill McKay, ex sciatore alpino canadese (n. 1947)

## Sciatori nautici(1)
- Bill Rixon, sciatore nautico britannico

## Scrittori(4)
- Bill Crider, scrittore statunitense (Mexia, n. 1941 - Alvin, † 2018)
- Bill Holm, scrittore, poeta e docente statunitense (Minneota, n. 1943 - Sioux Falls, † 2009)
- Bill James, scrittore gallese (Cardiff, n. 1929 - † 2023)
- Bill Pronzini, scrittore statunitense (Petaluma, n. 1943)

## Sollevatori(1)
- Bill Kazmaier, sollevatore, wrestler e strongman statunitense (Burlington, n. 1953)

## Tennisti(2)
- Bill Behrens, ex tennista statunitense (Pasadena, n. 1970)
- Bill Scanlon, tennista statunitense (Dallas, n. 1956 - Park City, † 2021)

## Wrestler(2)
- Ax, ex wrestler statunitense (Brownsville, n. 1947)
- Moondog Spike, wrestler statunitense (n. 1950 - Memphis, † 2013)

## Senza attività specificata(2)
- Bill Graham, tedesco (Berlino, n. 1931 - Vallejo, † 1991)
- Bill Kunkel, grafico e giornalista statunitense (n. 1950 - † 2011)